# Comté de Rockingham (New Hampshire)
Pour les articles homonymes, voir Comté de Rockingham.
Le comté de Rockingham est un comté situé dans le sud-est de l'État américain du New Hampshire. Depuis 1997, le siège de comté est la ville de Brentwood. Selon le recensement de 2020, sa population est de 314 176 habitants.

## Géographie
La superficie du comté est de 2 056 km2, dont 1 800 km2 est de terre. Il contient tout le littoral (de l'océan Atlantique) de l'état. 

### Géolocalisation
| Comté de Merrimack                    | Comté de Strafford            | Comté de York (Maine) |
| Comté de Hillsborough (New Hampshire) | Comté de Rockingham           |                       |
|                                       | Comté d'Essex (Massachusetts) |                       |

## Histoire
La Province du New Hampshire ne devient une colonie séparée du Massachusetts qu'en 1690, mais les comtés ne furent introduits qu'en 1769.
Le comté de Rockingham a été identifié comme l'un des cinq comtés originaux pour la colonie. Il porte le nom de Charles Watson-Wentworth, 2e marquis de Rockingham, premier ministre britannique en 1765-1766. Le comté a été organisé en 1771 avec son siège à Exeter. En 1844, sa superficie a été réduite pour former le nouveau comté de Belknap au nord-ouest. En 1997, les installations du tribunal de comté ont été déplacées à Brentwood, une ville rurale voisine d'Exeter.

## Démographie
Lors du recensement de 2010, le comté comptait une population de 295 223 habitants. Elle est estimée, en 2017, à 306 363 habitants.
| Groupe            | Comté de Rockingham | New Hampshire | États-Unis |
| ----------------- | ------------------- | ------------- | ---------- |
| Blancs            | 95,5                | 93,1          | 72,4       |
| Asiatiques        | 1,7                 | 2,5           | 4,8        |
| Métis             | 1,4                 | 1,6           | 2,9        |
| Afro-Américains   | 0,7                 | 1,4           | 12,6       |
| Autres            | 0,6                 | 1,0           | 6,4        |
| Amérindiens       | 0,2                 | 0,2           | 0,9        |
| Total             | 100                 | 100           | 100        |
|                   |                     |               |            |
| Latino-Américains | 2,1                 | 2,8           | 16,7       |

Selon l'American Community Survey, pour la période 2011-2015, 93,71 % de la population âgée de plus de 5 ans déclare parler l'anglais à la maison, 1,24 % le français, 1,79 % l'espagnol et 3,26 % une autre langue.

## Municipalités du comtés
On recense une ville (City) et 36 petites villes (towns) dans le comté de Rockingham. Les chiffres donnés correspondent aux populations lors du recensement de 2000.
Ville
- Portsmouth, 20 784

Petites villes
- Atkinson, 6 178
- Auburn, 4 682
- Brentwood, 3 197
- Candia, 3 911
- Chester, 3 792
- Danville, 4 023
- Deerfield, 3 678
- Derry, 34 021
- East Kingston, 1 784
- Epping, 5 476
- Exeter, 14 058
- Fremont, 3 510
- Greenland, 3 208
- Hampstead, 8 297
- Hampton, 14 937
- Hampton Falls, 1 880
- Kensington, 1 893
- Kingston, 5 862
- Londonderry, 23 236
- New Caste, 1 010
- Newfields, 1 551
- Newington, 775
- Newmarket, 8 027
- Newton, 4 289
- North Hampton, 4 259
- Northwood, 3 640
- Nottingham, 3 701
- Plaistow, 7 747
- Raymond, 9 674
- Rye, 5 182
- Salem, 29 115
- Sandown, 5 143
- Seabrook, 7 934
- South Hampton, 844
- Stratham, 6 355
- Windham, 10 709